# Víctor Bolívar
Víctor Bolívar Ordóñez (ur. 3 września 1983 w Guanacaste) – kostarykański piłkarz występujący na pozycji pomocnika. Zawodnik klubu Deportivo Petapa.

## Kariera klubowa
Bolívar karierę rozpoczynał w 2003 roku w zespole Municipal Liberia. Spędził tam 4 lata. Następnie grał w Brujas FC oraz Barrio México, a na początku 2011 roku trafił do Deportivo Saprissa.

## Kariera reprezentacyjna
W reprezentacji Kostaryki Bolívar zadebiutował w 2010 roku. Sześć lat wcześniej, w 2004 roku został powołany do kadry na turniej Copa América. Nie zagrał jednak na nim w żadnym meczu, a Kostaryka odpadła z rozgrywek w ćwierćfinale.